# Konjo (Sprache)
Konjo (auch Kondjo, Tiro) ist eine in Süd-Sulawesi um Sinjai, Bone, Gowa, Bulukumba gesprochene austronesische Sprache.  
Dialekte:
Es gibt einen Berglanddialekt und einen Küstendialekt. Nur 75 % des Wortschatzes haben beide Dialekte gemein, weshalb Linguisten dazu neigen, sie für verschiedene Sprachen zu halten.
Das Konjo der Küste hat 76 % seines Wortschatzes mit der Makassar-Sprache gemein.